# Dejima
Dejima (em japonês:  出島) ou Deshima era uma pequena ilha artificial em forma de leque na Baía de Nagasaki, no Japão, construída em 1636 para servir como um posto comercial para mercadores estrangeiros durante o período Edo. Inicialmente construída para comerciantes portugueses, tornou-se o único ponto de contato para os mercadores holandeses após a expulsão dos portugueses em 1639 devido à política sakoku (isolacionista) do Japão. Com cerca de 15.000 metros quadrados, Dejima era cercada por um alto muro e conectada ao continente por uma ponte guardada, isolando os estrangeiros da população. Os comerciantes da Companhia Holandesa das Índias Orientais (VOC) viviam lá sob estrita supervisão, engajando-se em um comércio limitado, mas significativo, principalmente exportando seda, porcelana e prata, enquanto importavam conhecimento da ciência, medicina e tecnologia ocidentais, conhecido como Rangaku. A ilha funcionou como a janela do Japão para o Ocidente até 1854, quando o país se abriu ao comércio exterior após a chegada do Comodoro Perry. Na era moderna, Dejima é um sítio histórico, parcialmente restaurado, com edifícios reconstruídos e um museu que destaca seu papel nas primeiras interações globais do Japão.

## História

### Era Portuguesa (1636–1639)
Os portugueses, que estavam negociando em Nagasaki desde a década de 1570, foram realocados para Dejima em 1636 para restringir suas atividades e monitorar suas interações com os japoneses locais. Os portugueses comerciavam seda, especiarias e outros produtos, mas suas atividades missionárias alarmaram o Xogunato, que havia banido o Cristianismo em 1614.
Em 1639, após a Rebelião de Shimabara (1637–1638), que foi parcialmente atribuída à influência cristã, 
os navios portugueses foram proibidos de entrar em Japão e, conseqüentemente, os portugueses foram expulsos de Dejima. A ilha ficou temporariamente vazia.

### Era Holandesa (1641–1854)

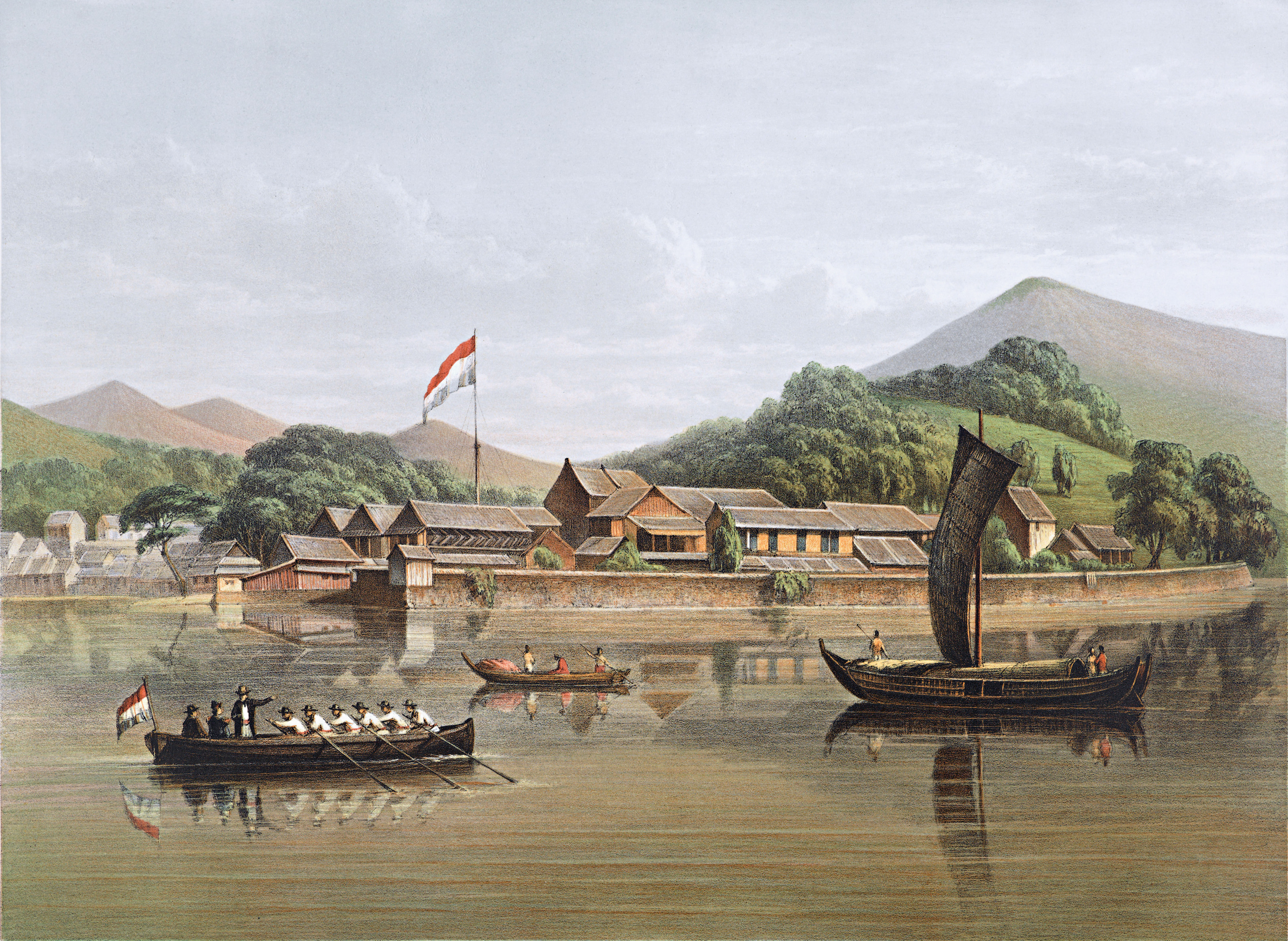
Vista de Dejima. Cromolitografia de C.W. Mieling após uma pintura de J.M. van Lijnden.

A Companhia Holandesa das Índias Orientais (VOC), que tinha uma agenda missionária menos agressiva, foi autorizada a continuar negociando no Japão. Em 1641, os holandeses foram realocados de Hirado para Dejima, tornando-se os únicos europeus autorizados a comerciar com o Japão durante sua política de sakoku (país isolado).

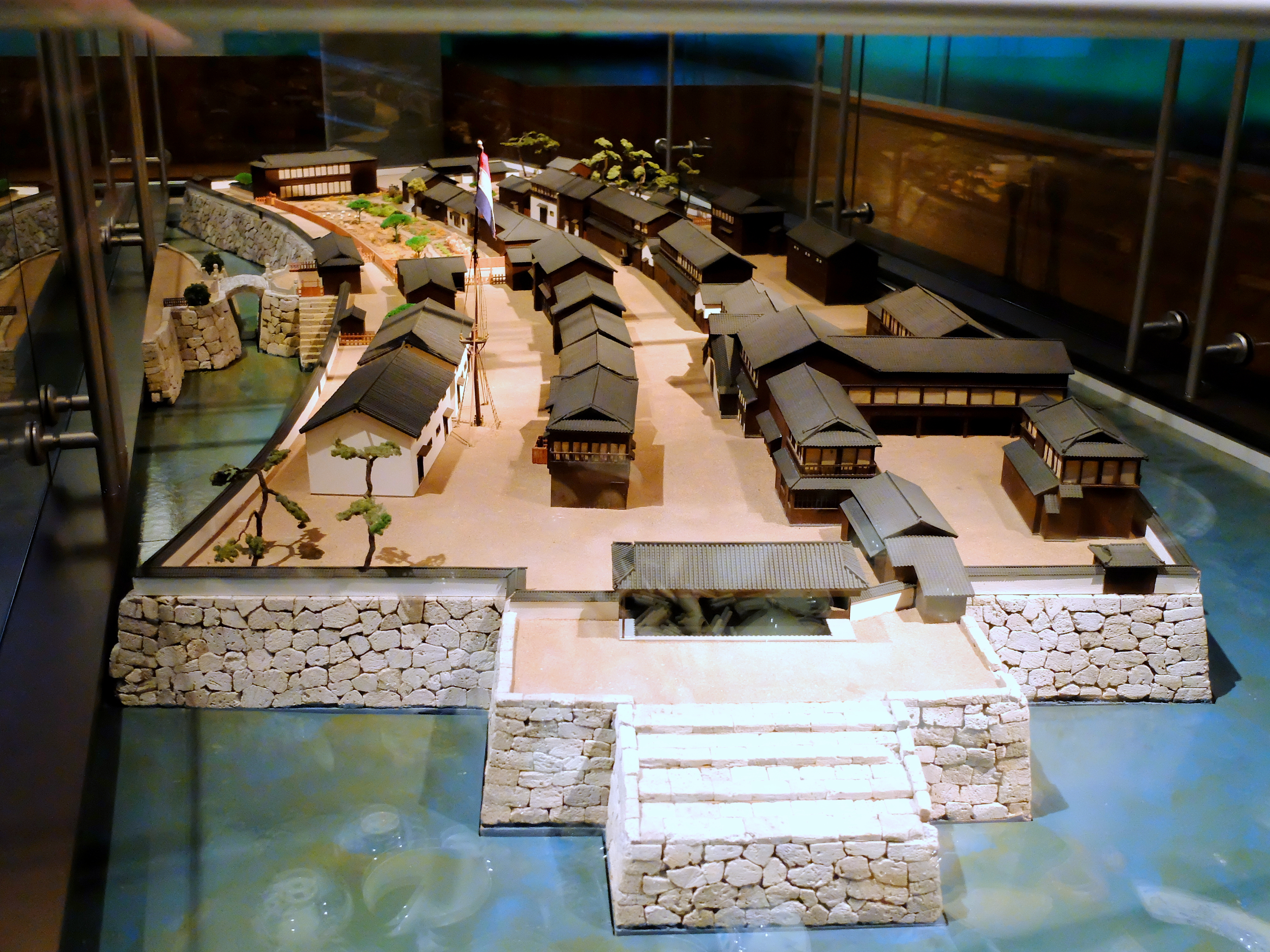
Maquete de Dejima no Museu de Etnologia de Leiden, Países Baixos.

Dejima serviu como o único canal para o comércio e o conhecimento ocidentais. Os holandeses trocavam seda, algodão e especiarias por prata, cobre e, mais tarde, cânfora japoneses. A ilha abrigava cerca de 10 a 20 comerciantes holandeses de cada vez, vivendo sob estrita vigilância. Eles eram confinados a Dejima, exceto por viagens anuais a Edo (Tóquio) para prestar respeitos ao xogum. Intérpretes e oficiais japoneses facilitaram o comércio, e um número limitado de estudiosos japoneses teve acesso a livros holandeses, promovendo o Rangaku (aprendizado holandês), que introduziu a ciência, a medicina e a tecnologia ocidentais no Japão.
No final do século XVIII, a falência da VOC (1799) enfraqueceu a influência holandesa, embora o Estado Holandês continuasse o comércio até 1854. Naquele ano, a chegada do Comodoro Matthew Perry forçou o Japão a se abrir às potências ocidentais através do Tratado de Kanagawa. Outros portos como Yokohama e Kobe tornaram-se centros comerciais, reduzindo a importância de Dejima. 

## Literatura
- Blomhoff, J.C. (2000). The Court Journey to the Shogun of Japan: From a Private Account by Jan Cock Blomhoff. Amsterdam
- Blussé, L. et al., eds. (1995-2001) The Deshima Dagregisters: Their Original Tables of Content. Leiden.
- Blussé, L. et al., eds. (2004). The Deshima Diaries Marginalia 1740-1800. Tokyo.
- Boxer. C.R. (195). Jan Compagnie in Japan, 1600-1850: An Essay on the Cultural Artistic and Scientific Influence Exercised by the Hollanders in Japan from the Seventeenth to the Nineteenth Centuries. Den Haag.
- Caron, F. (1671). A True Description of the Mighty Kingdoms of Japan and Siam. London.
- Doeff, H. (1633). Herinneringen uit Japan. Amsterdam.
- Leguin, F. (2002). Isaac Titsingh (1745-1812): een passie voor Japan, leven en werk van de grondlegger van de Europese Japanologie. Leiden.
- Nederland's Patriciaat, Vol. 13 (1923). Den Haag.
- Screech, Timon. (2006). Secret Memoirs of the Shoguns: Isaac Titsingh and Japan, 1779-1822. London.
- Siebold, P.F.v. (1897). Nippon. Würzburg e Leipzig.
- Titsingh, I. (1820). Mémoires et Anecdotes sur la Dynastie régnante des Djogouns, Souverains du Japon. Paris.
- Titsingh, I. (1822). Illustrations of Japan; consisting of Private Memoirs and Anecdotes of the reigning dynasty of The Djogouns, or Sovereigns of Japan. London.